# Ділан Мбумбуні
Ділан Мбумбуні (фр. Dylan Mboumbouni, нар. 20 лютого 1996, Ліон) — центральноафриканський та французький футболіст, захисник клубу «Ліон» та національної збірної ЦАР.

## Клубна кар'єра
Народився 20 лютого 1996 року в місті Ліон. Вихованець «Ліона», а академії якого перебував з 2005 року. З 2014 року залучався до матчів дублюючої команди «ліонців», а у 2018 році грав на правах оренди за нижчоліговий клуб «Шоле».

## Виступи за збірні
2012 року дебютував у складі юнацької збірної Франції, взяв участь у 5 іграх на юнацькому рівні.
Маючи центральноафриканське коріння, Мбумбуні прийняв пропозицію виступати за збірну своєї історичної батьківщини і 14 листопада 2017 року дебютував в офіційних матчах у складі національної збірної ЦАР в товариській грі проти Алжиру (0:3).
| Дата       | Місто         | Господарі | Результат | Гості                            | Турнір           | Голи | Примітки |
| ---------- | ------------- | --------- | --------- | -------------------------------- | ---------------- | ---- | -------- |
| 14-11-2017 | Алжир (місто) | Алжир     | 3 – 0     | Центральноафриканська Республіка | товариський матч | -    | 83'      |
| Усього     |               | Матчів    | 1         |                                  | Голів            | 0    |          |